# Königin-Luise-Straße
Die Königin-Luise-Straße ist eine rund 2,2 Kilometer lange Hauptverkehrsstraße, die die Berliner Ortsteile Steglitz und Dahlem in Ost-West-Richtung verbindet. Sie folgt der traditionellen Verbindung zwischen Steglitz und dem Jagdschloss Grunewald. Ihren Namen erhielt sie 1906 nach der in der Podbielskiallee liegenden Königin-Luise-Stiftung, die 1907 bezogen wurde.

## Lage

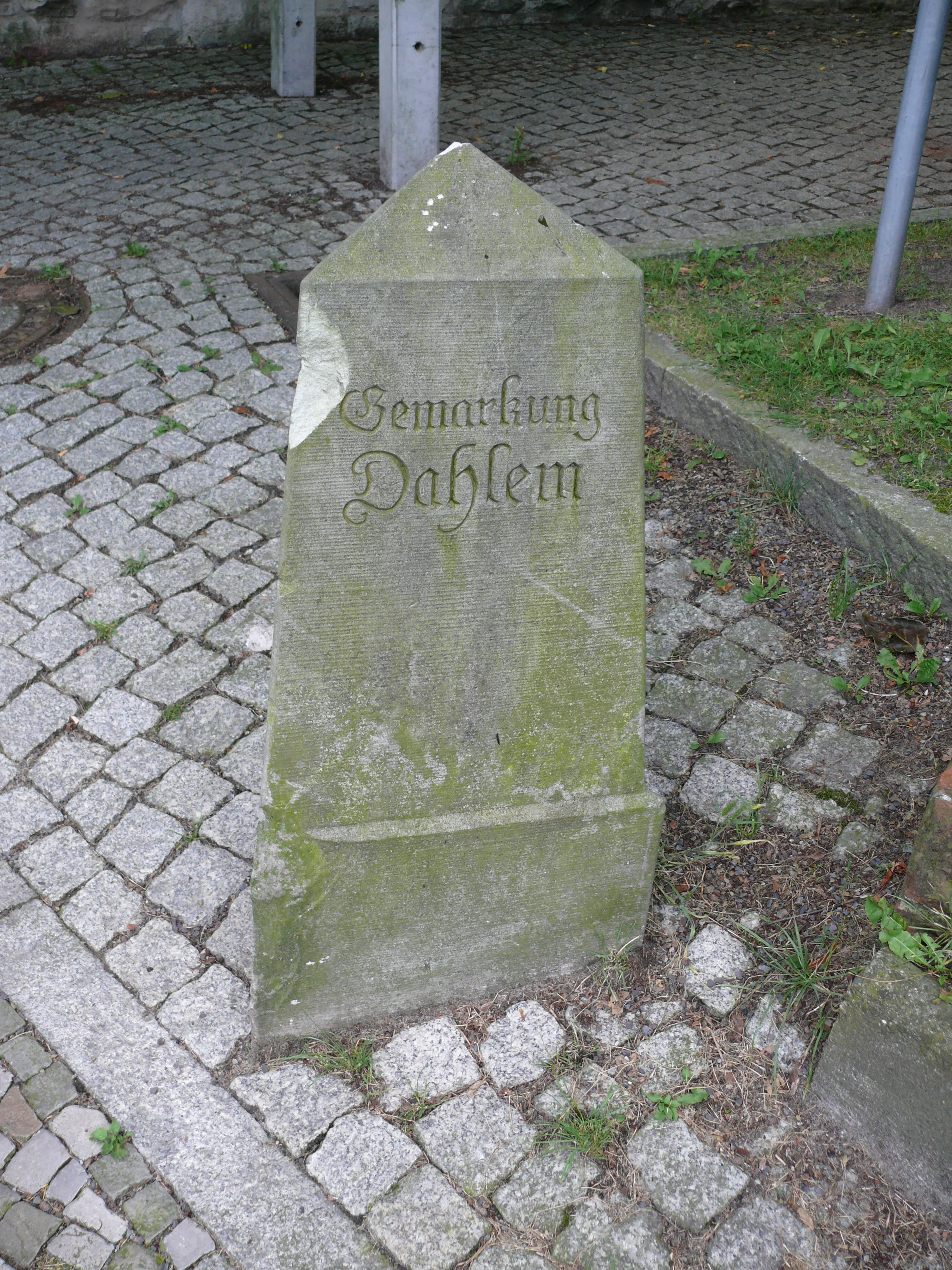
Grenzstein

Die Königin-Luise-Straße beginnt als Verlängerung der Grunewaldstraße an der Grenze zwischen den damaligen Gemarkungen Steglitz und Dahlem, an der sich auch heute noch der Grenzstein befindet. Ursprünglich ganz in Dahlem gelegen, wurden 1938 die Bezirksgrenzen verschoben. Östlich des Straßenzuges Englerallee – Altensteinstraße gehören heute das Straßenland und die nördlichen Grundstücke (Nummern 1–7, ungerade) zum Ortsteil Steglitz, die südlichen Grundstücke (Nummern 2–8, gerade) hingegen zum Ortsteil Lichterfelde. Nur der Königin-Luise-Platz blieb bei Dahlem.
Der Hauptteil der Straße (westlich des genannten Straßenzuges) gehört vollständig zu Dahlem. Es folgt auf südlicher Seite der Jürgen-Fuchs-Platz und der U-Bahnhof Dahlem-Dorf, wo an der Brümmerstraße die Trasse der Einschnittbahn überquert wird. Am alten Dorfkern liegt die Domäne Dahlem und die Dorfkirche. Hier quert die Nord-Süd-Verbindung Pacelliallee–Thielallee die Straße, die nach 850 Meter in der Clayallee mündet. Dort wird der alte Verbindungsweg zum Jagdschloss Grunewald als Forstweg fortgesetzt.

## Geschichte

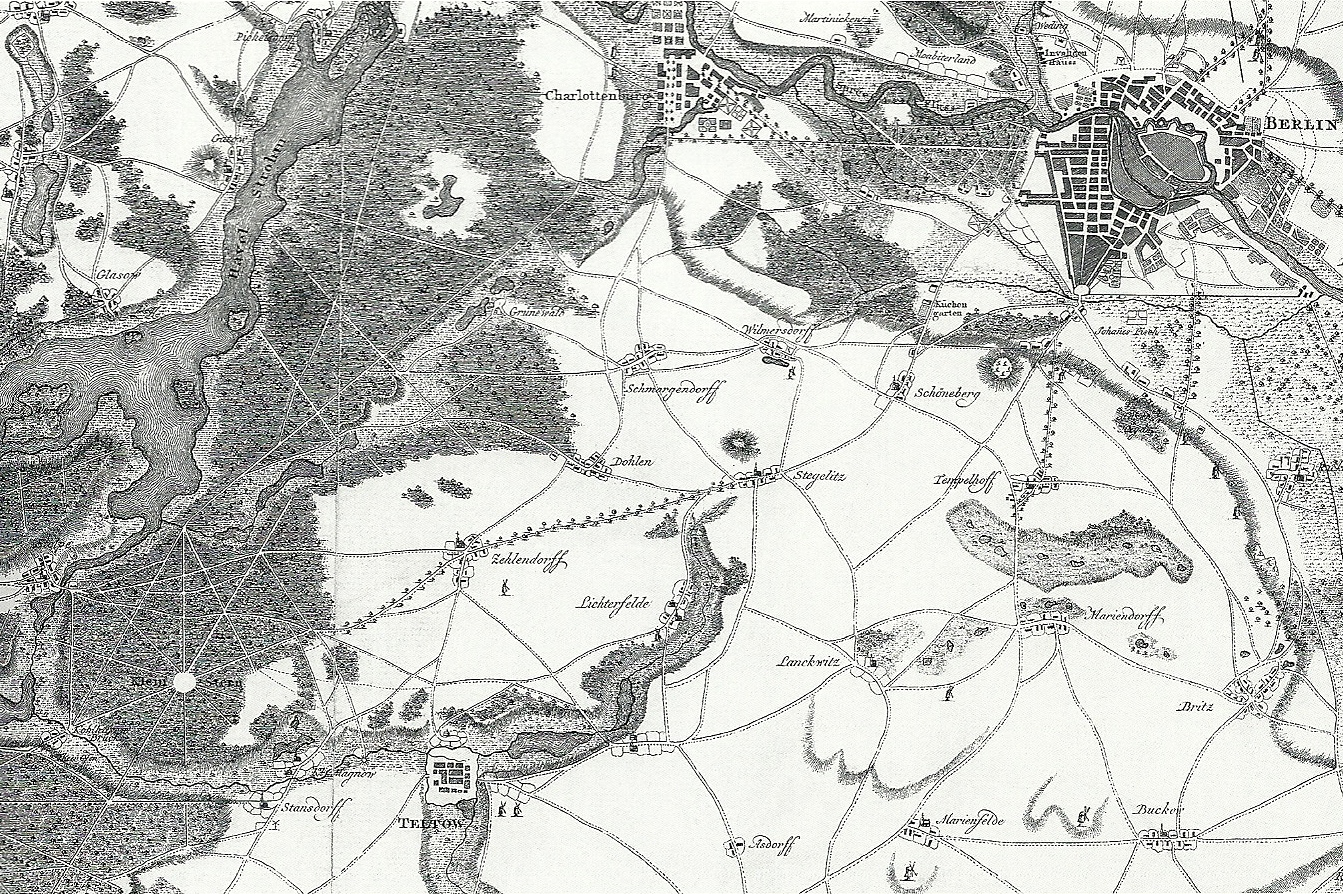
Karte von 1780

Bereits auf der Karte von 1780 ist die Straße als Verbindung zwischen Steglitz und Dahlem verzeichnet, die weiter zu den Grunewaldseen führt und lediglich aus breiteren Feld- und Waldwegen bestand. 1889 begann der Ausbau dieser Verbindung als Chaussee, zwischen Steglitz und dem Jagdschloss Grunewald, der erst 1901 abgeschlossen wurde. Der westliche Teil zwischen Dorfanger und den ehemaligen Schießplätzen an der heutigen Clayallee wurde erst 1908 gepflastert. Bereits 1905 verkehrte die Straßenbahn der Gemeinde Steglitz vom Bahnhof Steglitz bis zum Gattertor des Grunewaldes, etwa in der Nähe der Gelfertstraße. Die Straßenbahn wurde später bis zur heutigen Clayallee verlängert und 1959 durch Busse ersetzt. Im Berliner Adressbuch wird sie 1907 das erste Mal erwähnt. Zuvor wurde sie als Steglitzer Chaussee aufgeführt.

## Bauten und bemerkenswerte Orte

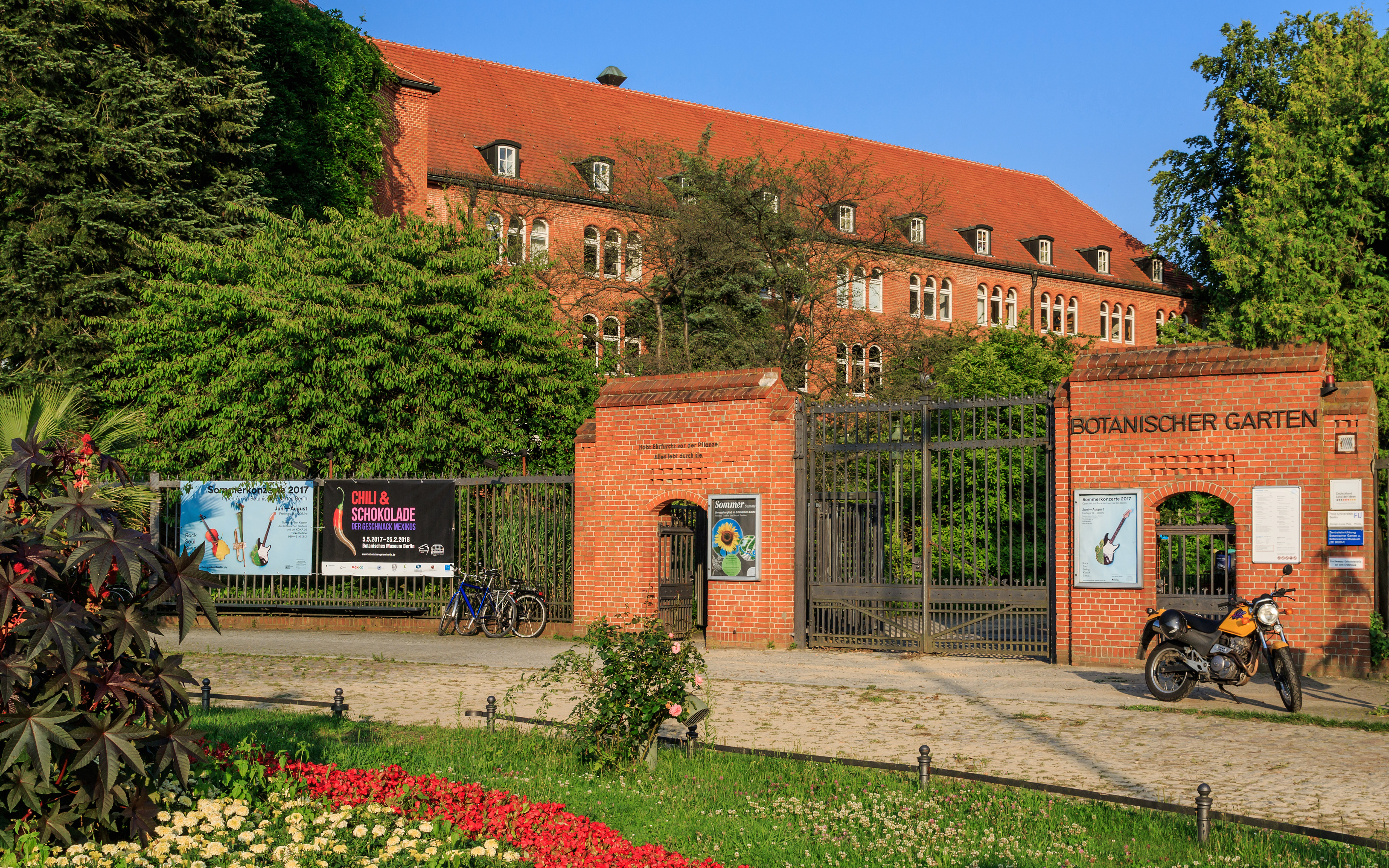
Eingang zum Botanischen Garten

- Nummer 1–3: Das „Zoologie-Gebäude“, ist mit seinem weitläufigen, auch die Grundstücke Haderslebener Straße 1–9 umfassenden Gelände einer von sieben Standorten[3] des Instituts für Biologie[4] der Freien Universität Berlin (FU). Schwerpunkte sind neben Zoologie auch Neurobiologie und Bioinformatik. Das Gebäude wurde 1912 als Pflanzenphysiologisches Institut erbaut.[5] Diese Funktion ging 1970 an ein neuerrichtetes Gebäude (siehe Nummer 12–16) über.
- Nummer 2–4: Das Institut für Pharmazie der FU[6] wurde bereits 1902 als Pharmazeutisches Institut gegründet[7] und befindet sich seither stets an dieser Adresse.[5] Erst 1949 kam es zur gerade gegründeten FU.
- Nummer 5: Auf diesem Grundstück, noch 2008 von einem Max-Planck-Institut genutzt, wurden inzwischen durch eine Immobilienfirma 209 hochpreisige Studenten-Wohnungen errichtet.
- Nummer 6–8: Botanisches Museum, Herbarium und Bibliothek. Das zwischen 1903 und 1906 errichtete Gebäude wurde im Krieg stark zerstört und zwischen 1953 und 1959 wieder aufgebaut.
- Nummer 7: Eckgrundstück, Nummer nicht mehr genutzt. Hier befindet sich der Seiteneingang eines Restaurants in der Englerallee.
- Am Königin-Luise-Platz, der zu Dahlem gehört, befindet sich der Eingang zum Botanischen Garten, der selbst vollständig in Lichterfelde liegt.Institut für Pflanzenphysiologie und Mikrobiologie Wohnhaus Nr. 13, Oktober 2014

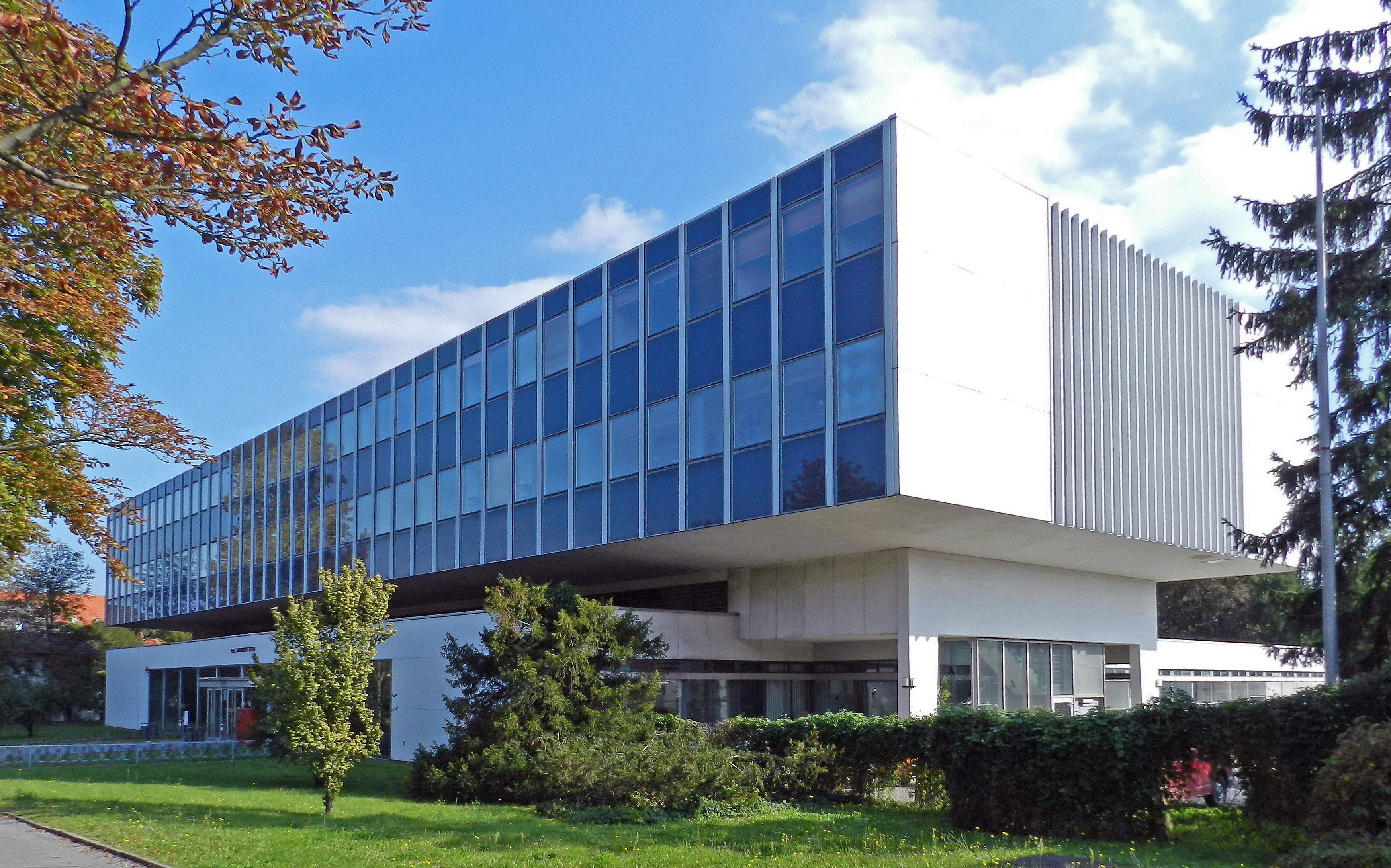
Institut für Pflanzenphysiologie und Mikrobiologie

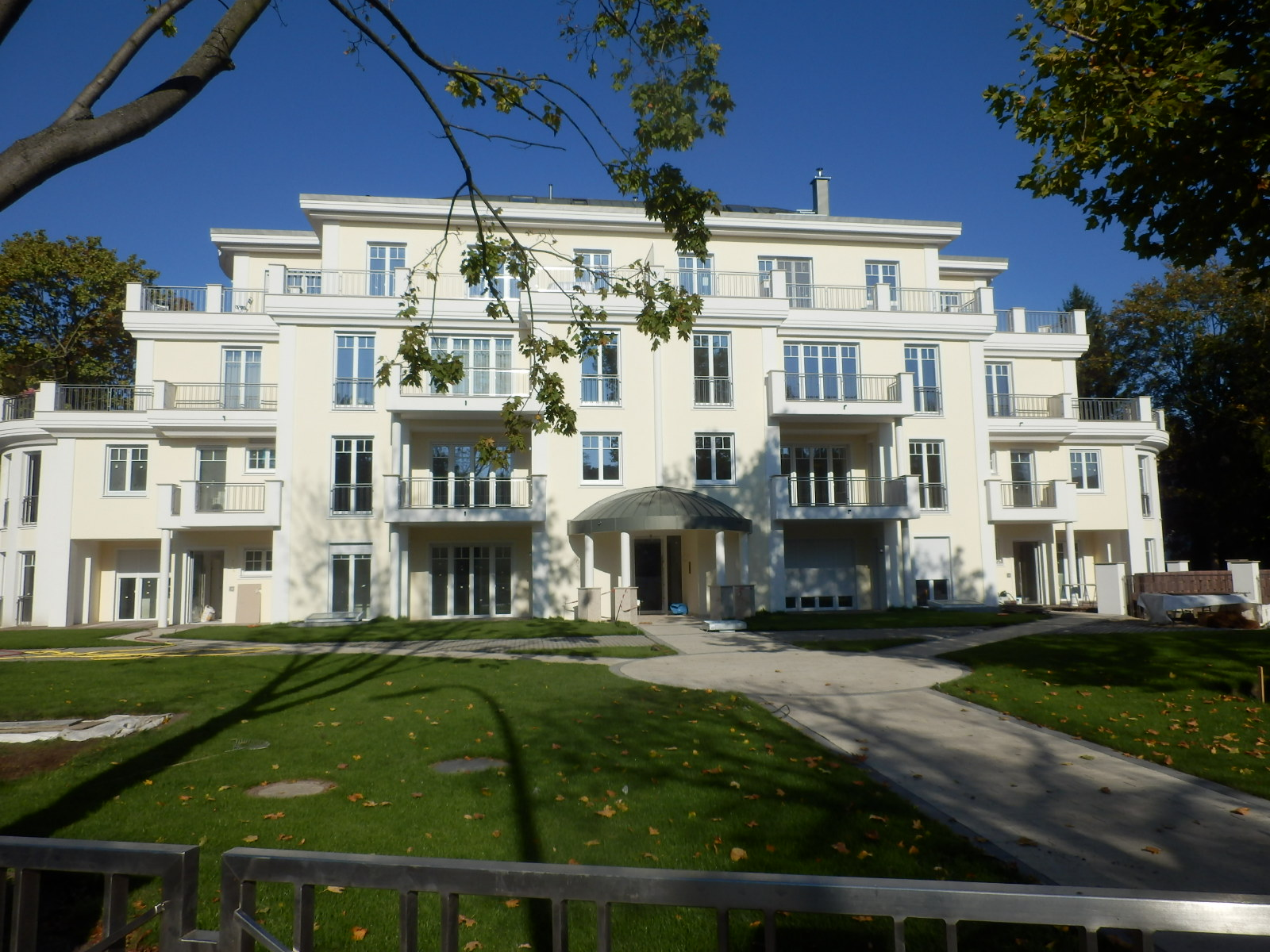
Wohnhaus Nr. 13, Oktober 2014

- Nummer 9: Eckgrundstück, Nummer nicht mehr genutzt. Hier war Anfang der 1980er Jahre noch eine Tankstelle, seit Ende der 1980er Jahre steht hier eine Zahnklinik mit Eingang und Adresse in der Podbielskiallee.
- Nummer 11: Flachbau, Nutzung als Restaurant.
- Nummer 12–16: Das Institut für Pflanzenphysiologie, genannt „Pflaphy“, erbaut von 1966 bis 1970 als Institut für Pflanzenphysiologie und Zellbiologie der FU, besitzt einen ebenerdigen Bauteil mit weitläufiger Eingangshalle für die Lehre und darüber zwei Etagen für die Forschung. Architektonisch blieb der Architekt Wassili Luckhardt hier bei seinem letzten Werk dem Formenkanon des Neuen Bauens treu. Scharfkantige Baukuben ohne jede Verzierung brechen radikal mit der traditionellen Bauweise der Dahlemer Forschungsanstalten, insbesondere dem benachbarten Botanischen Garten und der schräg gegenüber liegenden ehemaligen Kaiserlichen Biologischen Anstalt für Land- und Forstwirtschaft.[8] Später umbenannt in „Institut für Pflanzenphysiologie und Mikrobiologie“, ist es heute formal nur noch einer von sieben Standorten[3] des „Instituts für Biologie“,[4] allerdings der weitaus größte.
- Nummer 13: Dieses Haus (siehe Bild rechts) war im Oktober 2014 gerade fertiggestellt, aber noch nicht bezogen.Leerstehendes Gebäude (Nr. 15)

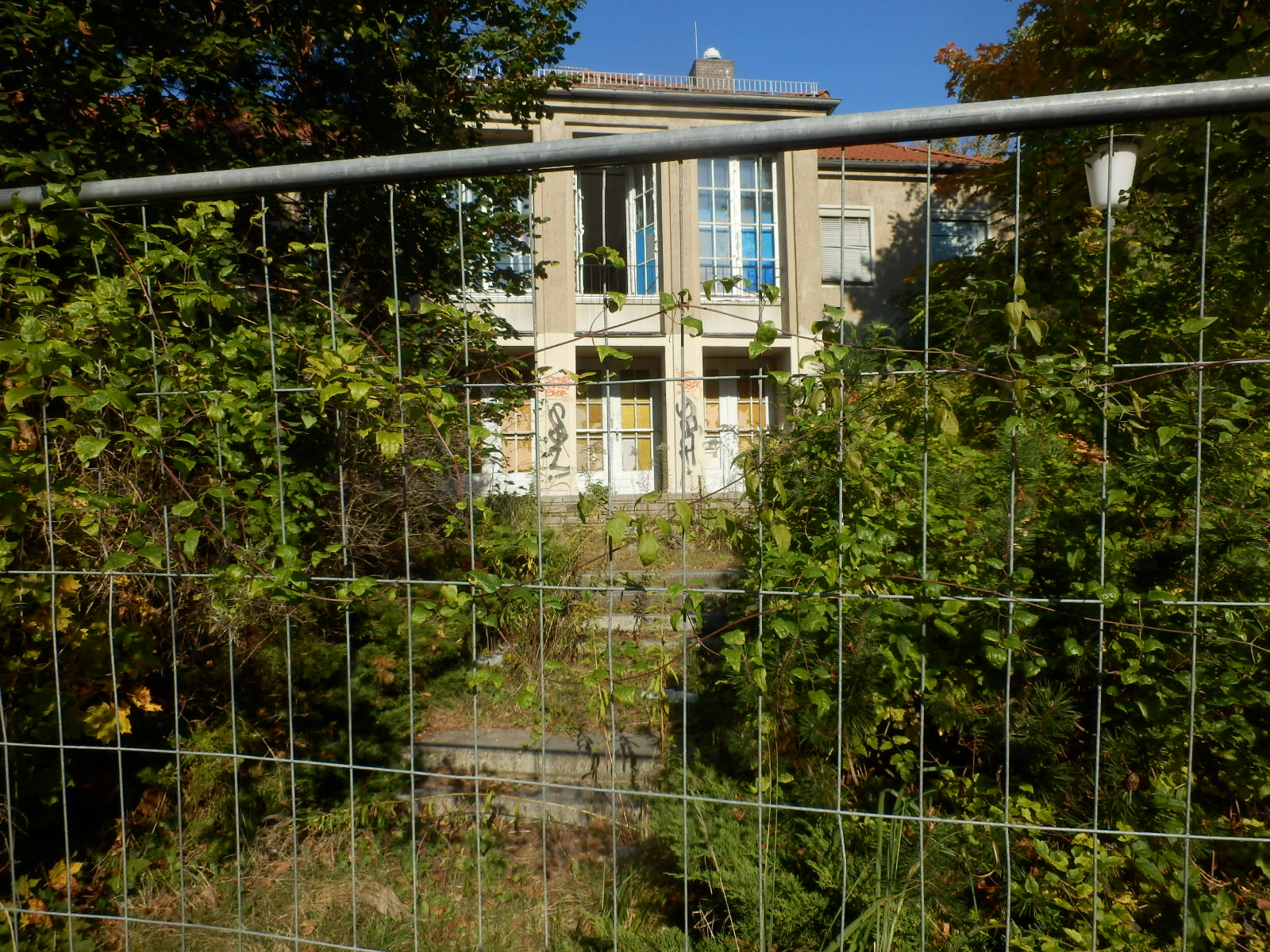
Leerstehendes Gebäude (Nr. 15)

- Nummer 15: Ursprünglich wie Nummer 17–19 zur Kaiserlich Biologischen Anstalt für Land- und Forstwirtschaft (Adressbuch 1915).[5] Heute (Oktober 2014, siehe Bild rechts) ein leerstehendes Nebengebäude.
- Nummer 17–19: Julius Kühn-Institut, Außenstelle Berlin. Die Gebäude wurden 1902–1904 für die Kaiserlich Biologische Anstalt für Land- und Forstwirtschaft nach dem Entwurf von Johann Hückels errichtet.[9] Die Anstalt wurde 1905 eröffnet und mehrmals umbenannt: ab 1919 Biologische Reichsanstalt für Land- und Forstwirtschaft (BRA), ab 1949 Biologische Zentralanstalt Berlin-Dahlem, ab 1954 Biologische Bundesanstalt für Land- und Forstwirtschaft (BBA). 2008 wurde die BBA mit anderen Instituten zum Julius Kühn-Institut – Bundesforschungsinstitut für Kulturpflanzen zusammengelegt.
- Nummer 22: Königliche Gärtnerlehranstalt Dahlem, vormals am Wildpark bei Potsdam, 1902–1903 von Preller[10] mit dem vorgelagerten Jürgen-Fuchs-Platz. Hier befand sich einst der Hauptzugang zur Königlichen Gärtnerlehranstalt, die bis zur Takustraße reichte. Die Gebäude und das inzwischen stark verkleinerte Gelände dienen heute der Lebensmittelchemie der TU.
- Nummer 28–30: Ein weiterer der sieben Standorte[3] des Instituts für Biologie[4] mit dem thematischen Schwerpunkt Neurobiologie.
- Nummer 31: Erbaut und genutzt als Postamt. Ab 1917: Kaiserliches Postamt.[5] Zuletzt (mindestens bis 2008): Postamt 332 Dahlem.
- Nummer 33: Katholische St. Bernhard-Kirche, erbaut von 1933 bis 1934, Architekt Wilhelm Fahlbusch. Der kubische, mit roten Ziegelsteinen verblendete Stahlbetonbau ist in den Formen des Neuen Bauens ausgeführt, erinnert in seiner wuchtigen Architektur aber durchaus an die mittelalterlichen Backsteinbauten der Mark Brandenburg.[11] Die katholische Gemeinde bestand von 1934 bis 2010, seither ist St. Bernhard eine Filialkirche der Gemeinde Maria Rosenkranzkönigin mit der Kirche Rosenkranz-Basilika.
- Nummer 37: Direkt an der Straße befindet sich ein kleines Haus mit einer Arztpraxis. Dahinter steht ein Supermarkt, dessen Zufahrt seitlich über die Straße Im Winkel erfolgt.Wohn- und Geschäftshaus (Nr. 38)

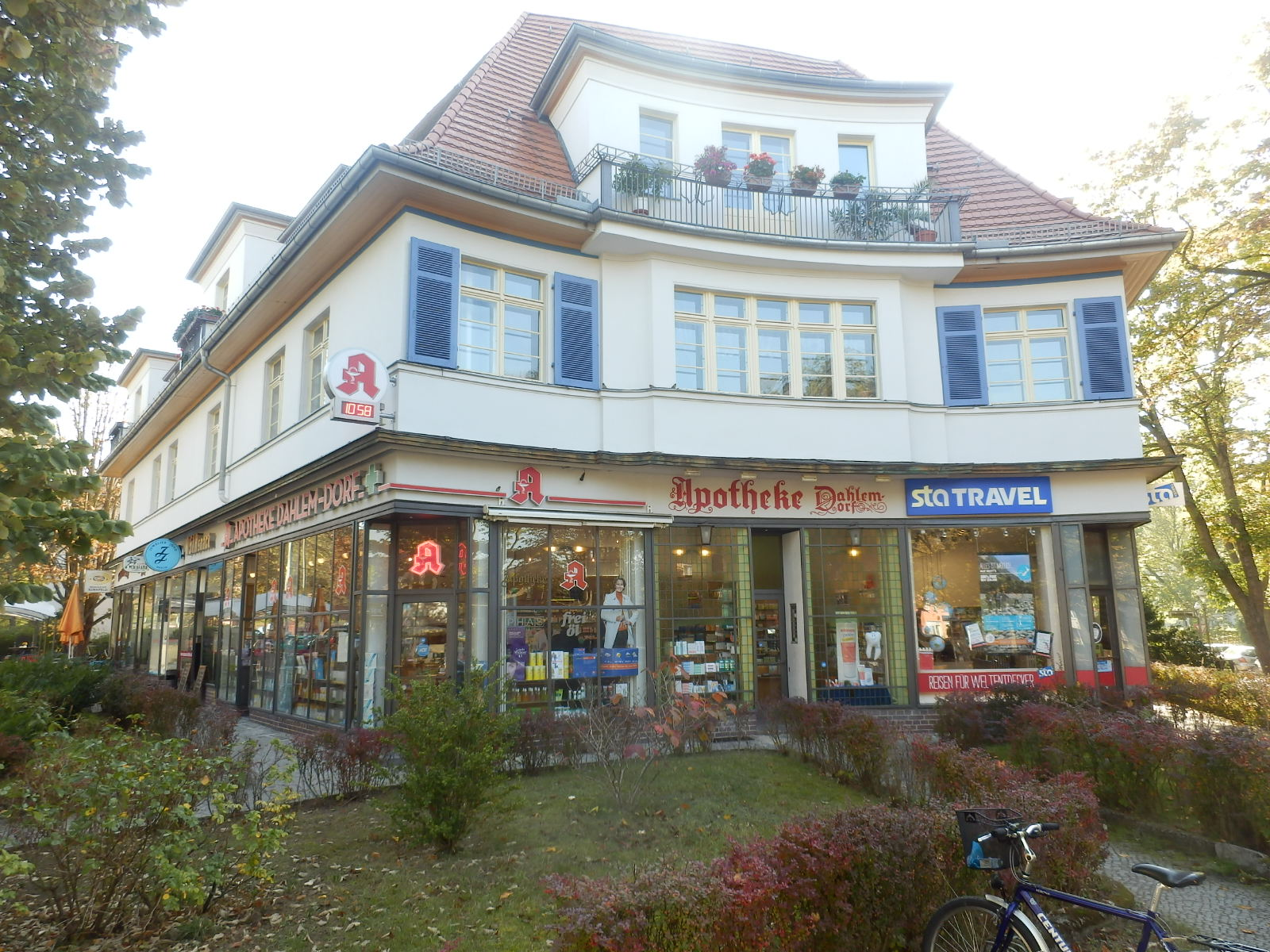
Wohn- und Geschäftshaus (Nr. 38)

- Nummer 38: Wohn- und Geschäftshaus[12] von 1929 bis 1930, Entwurf Hans Altmann. Das zweigeschossige Eckgebäude mit hohem Walmdach steht im spitzen Winkel der beiden Straßen; es bildet mit seiner konkav geschwungenen Stirnseite einen kleinen Vorplatz und schafft so eine städtebaulich reizvolle Situation. Von den ursprünglich zehn Ladenlokalen im Erdgeschoss gibt es heute durch Zusammenlegungen nur noch sieben, darunter die am Vorplatz gelegene Apotheke Dahlem.
- Nummer 39: Wohn- und Geschäftshaus mit einem Kopierzentrum.
- Nummer 40–42: „Restaurant Luise“ mit Biergarten, gern von Studenten besucht.[13]

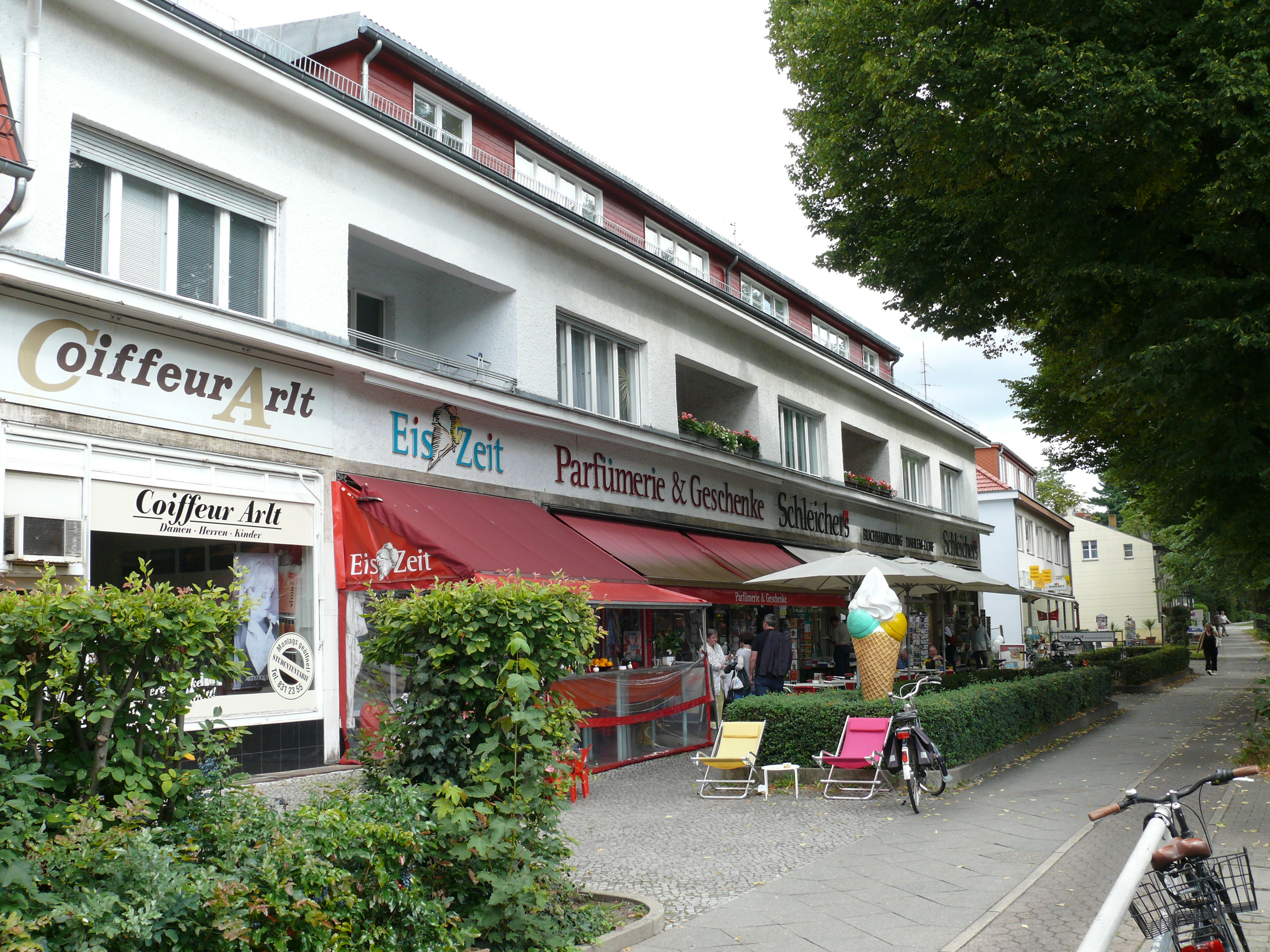
Wohn- und Geschäftshaus (Nr. 41/41a)

- Nummer 41/41a: In diesem Wohn- und Geschäftshaus von 1929, Entwurf Paul Renner,[14] liegen die Buchhandlung Schleicher, Mit-Initiatorin des „Dahlemer Autorenforums“,[15] und drei kleinere Geschäfte.
- Nummer 43: Wohn- und Geschäftshaus an der Ecke zur Archivstraße mit einer Bäckerei.

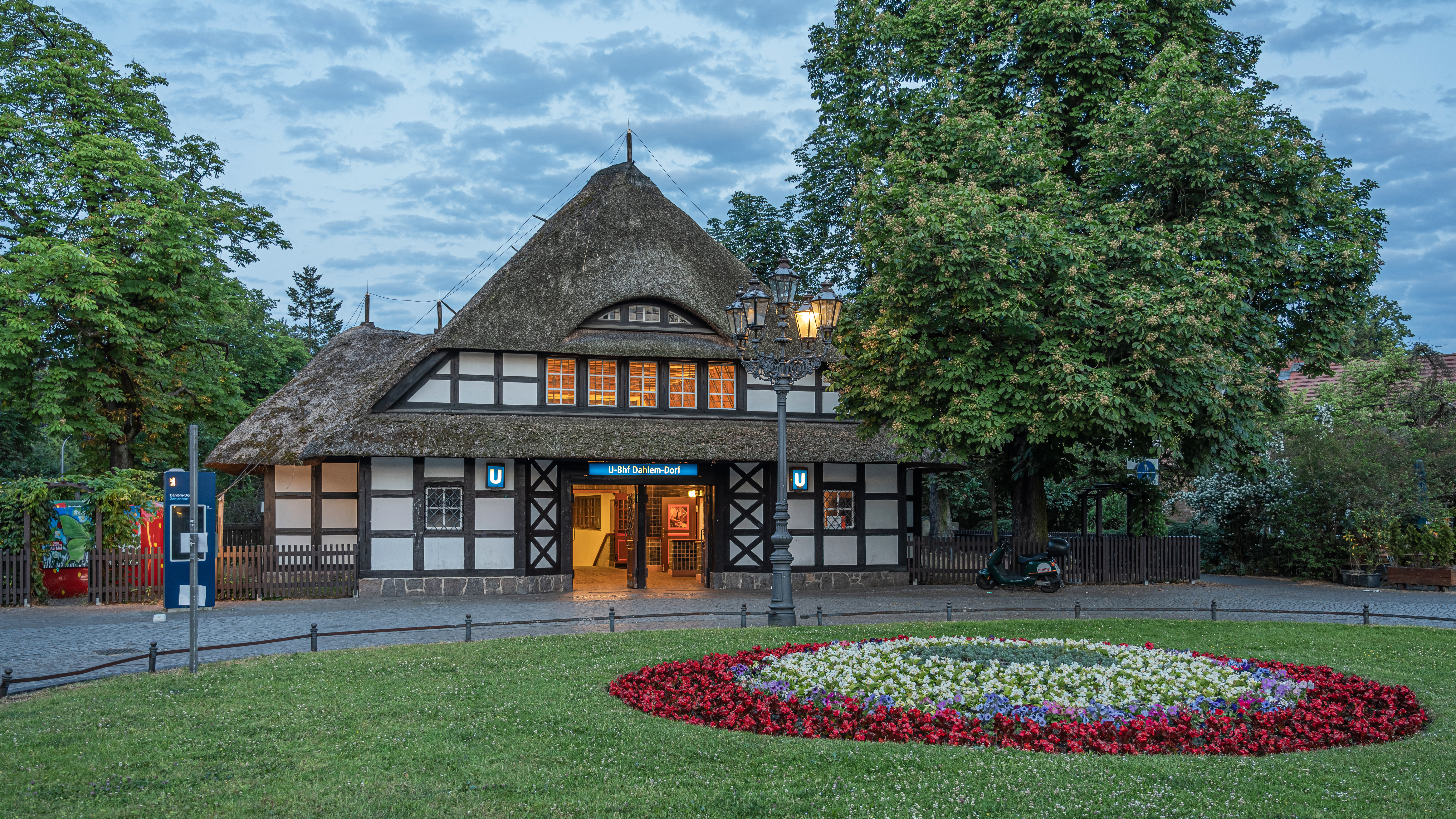
U-Bahnhof Dahlem-Dorf

- Nummer 46: U-Bahnhof Dahlem-Dorf[16] von 1912 bis 1913, Entwurf Friedrich und Wilhelm Hennings.
- Nummer 47–51: Domäne Dahlem,[17] das historische Rittergut des ehemaligen Dorfes beherbergt heute ein Freilandmuseum für Agrar- und Ernährungskultur.
- Nummer 48: Landarbeiterhaus mit Nebengebäude von 1877 bis 1879.[18] Das Landarbeiterhaus mit Nebengebäude, Königin-Luise-Straße 48, direkt am Vorplatz des U-Bahnhofs, wurde vermutlich 1878 im Auftrag der Domänenverwaltung für vier Familien errichtet.
- Nummer 52: Das ehemalige Milchpächterhaus,[19] das bereits seit dem frühen 19. Jahrhundert als Gaststätte „Alter Krug“ genutzt wird. Hier traf sich ab 1901 die „Kommission zur Aufteilung der Domäne Dahlem“.
- Der Dorfanger Dahlem[20] mit dem Eiskeller von 1709[21] und dem Kriegerdenkmal für die Gefallenen des Ersten Weltkriegs[22] liegt in der Straßenmitte zwischen den beiden RichtungsfahrbahnenDorfkirche Dahlem

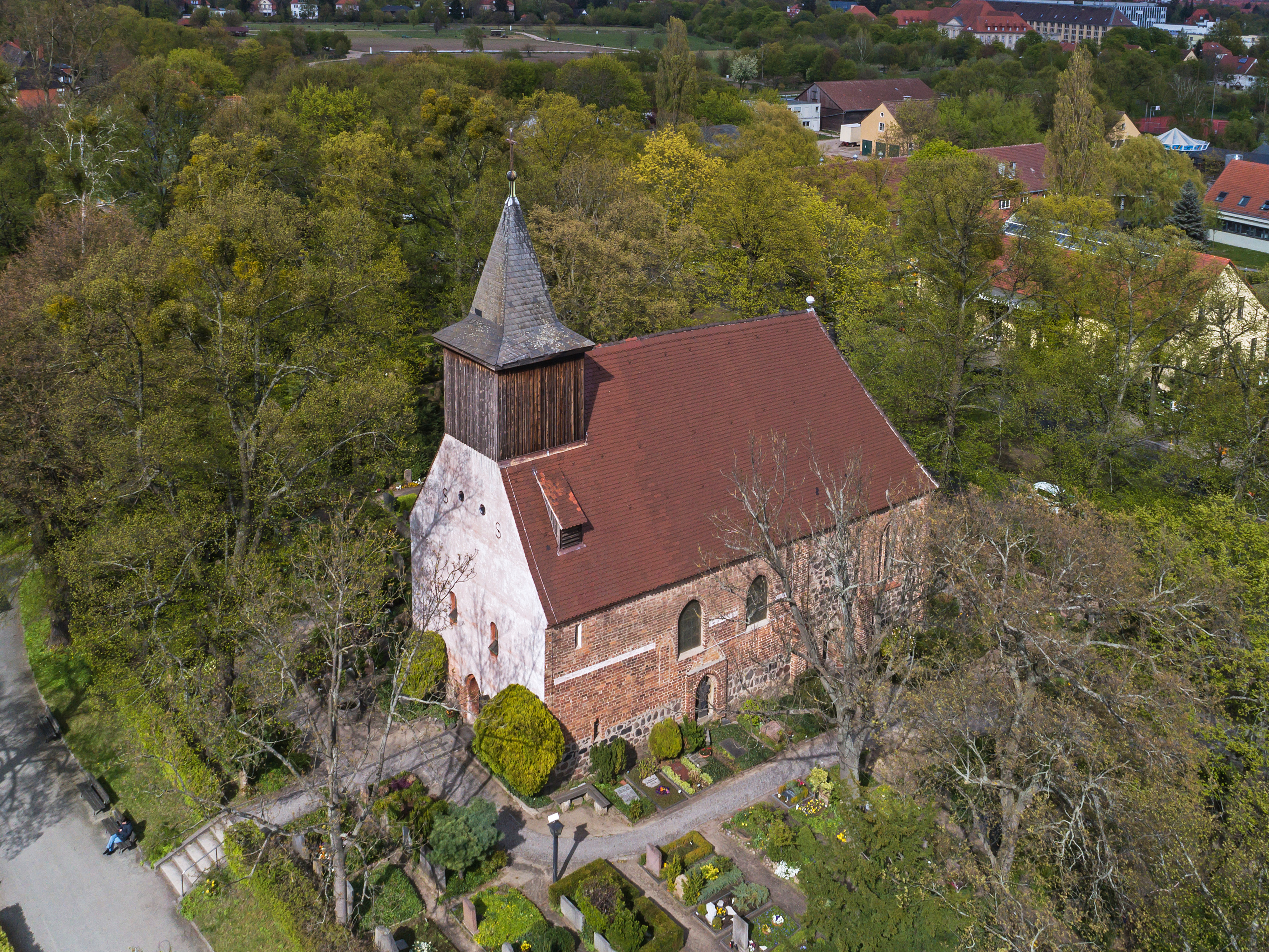
Dorfkirche Dahlem

- Nummer 55: Das älteste Gebäude Dahlems, die St.-Annen-Kirche von um 1300.[23] Hierzu gehört auch das Gemeindehaus der St.-Annen-Gemeinde, Versammlungsort der Bekennenden Kirche.
- Nummer 57: Städtischer Friedhof Dahlem.[24]
- Nummer 68: Hier befindet sich die Erich-Kästner-Grundschule. Arndt-Gymnasium

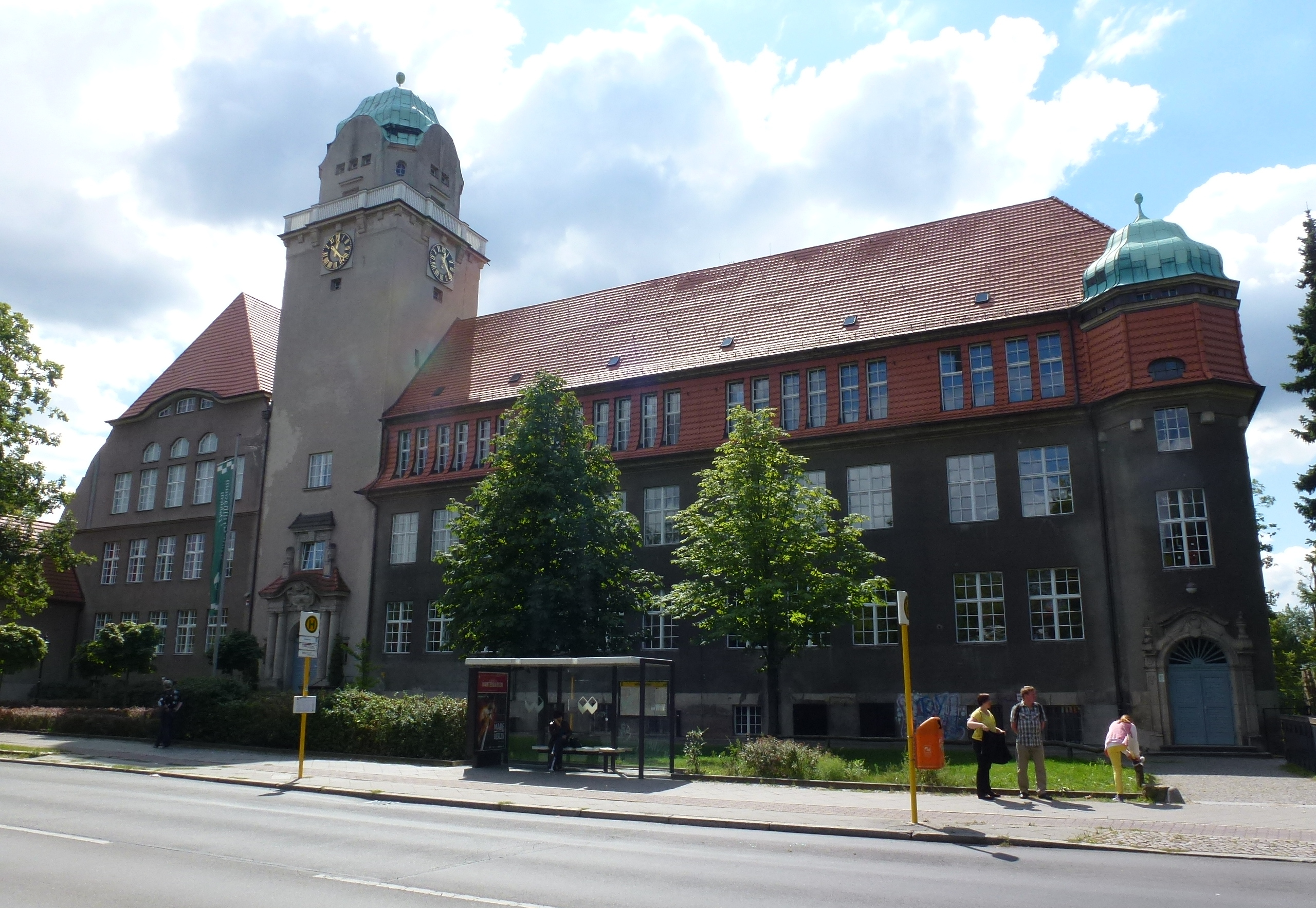
Arndt-Gymnasium

- Nummer 80–84: Das Arndt-Gymnasium.[25] 1907–1909 von Friedrich und Wilhelm Hennings.
- Nummer 88–98: Die Schüler-Kolonie Dahlem. Das Internatsgebäude wurde 1906–1911 von Reimarus & Hetzel, Friedrich und Wilhelm Hennings und Heinrich Schweitzer erbaut.[26] Das Haus Nummer 98 beheimatet heute einen Werkstattladen der Werkgemeinschaft für Berlin-Brandenburg.[27] Auf dem weitläufigen Grundstück befinden sich außerdem das Veterinär- und Lebensmittelaufsichtsamt, das Gewerbeaufsichtsamt, die Stiftung Hilfe für Opfer des NS-Willkürherrschaft sowie der Städtepartnerschaftsverein.
- Nummer 95: Hier befindet sich der Neubau des Luisenstifts am historischen Ort.

## Verkehr
Die Königin-Luise-Straße wird von der Buslinie X83 der BVG befahren. Mit der 1913 eröffneten Linie U3 ist Dahlem an das Berliner U-Bahn-Netz angeschlossen. Am U-Bahnhof Dahlem-Dorf ist der Endhaltepunkt der Buslinie M11. Die Buslinien 101, 110 und 115 verkehren in Nord-Süd-Richtung mit jeweils einer Haltestelle an der Königin-Luise-Straße.

## Persönlichkeiten
In der Nr. 17 wohnte der Politiker Andreas Hermes, in der Nr. 49 die letzte Pächterin der Domäne Dahlem, Ottilie Kirchner, in der Nr. 89a die Schauspielerin Leny Marenbach, in der Nr. 89b der Schauspieler Hannes Stelzer.